# NGC 7693
NGC 7693 este o galaxie lenticulară situată în constelația Peștii. A fost descoperită în 1 decembrie 1882 de către Asaph Hall. Se află la o distanță de 35,4 de megaparseci de Pământ.